# Gustaf Andersson i Sollebrunn
Gustaf Andersson (i riksdagen kallad Andersson i Sollebrunn), född 12 februari 1822 i Stora Mellby socken i Älvsborgs län, död 11 januari 1888 i Sollebrunn i Erska församling, Älvsborgs län, var en svensk hemmansägare och riksdagsman.
Gustaf Anderson var hemmansägare i Sollebrunn i Alingsås kommun. I riksdagen var han ledamot av andra kammaren 1879–1880, invald i Flundre, Väne och Bjärke domsagas valkrets.
Vid Bjärke härads höstting 1879 stod Gustaf Andersson åtalad för förfalskningsbrott. Han hade året innan tillsammans med flera andra hemmansägare i Erska socken gjort en ansökan om skiftesförrättning för att utröna gränslinjerna i skogen Risveden mellan deras egendomar och skogsmarken lydande under Gräfsnäs slott. Efter att Andersson vid sommartinget 1879 inlämnat ett utdrag ur kommissionslantmätarens protokoll upptäcktes att en del ord utstrukits och blivit ersatta vilket enligt tidningarnas första rapporter fick lantmätarens uppgifter om rågångarnas positioner att framstå till större fördel för Andersson. Andersson närvarade inte vid rättegångens första dag, varvid rätten beslutade om hämtningsåtgärder. Följande dag, den 12 september 1879, var Andersson närvarande för att svara på domarens frågor och han erkände till slut förfalskningen. I häradsrättens utslag den 9 augusti 1880 framkom att orden som utstrukits var "sökanden riksdagsmannen G. Andersson" och "nämnde sökande" vilka bytts ut mot "ombudet för Gräfsnäs säteri" och "sökanden". Andersson friades i häradsrätten och även i Göta hovrätt i Jönköping den 14 mars 1881.